# Xavier Gens
Xavier Gens, född 1975, är en fransk filmregissör.

## Filmografi (i urval)
- 2007 – Hitman
- 2024 – Hajar i Paris